# Ian McDiarmid

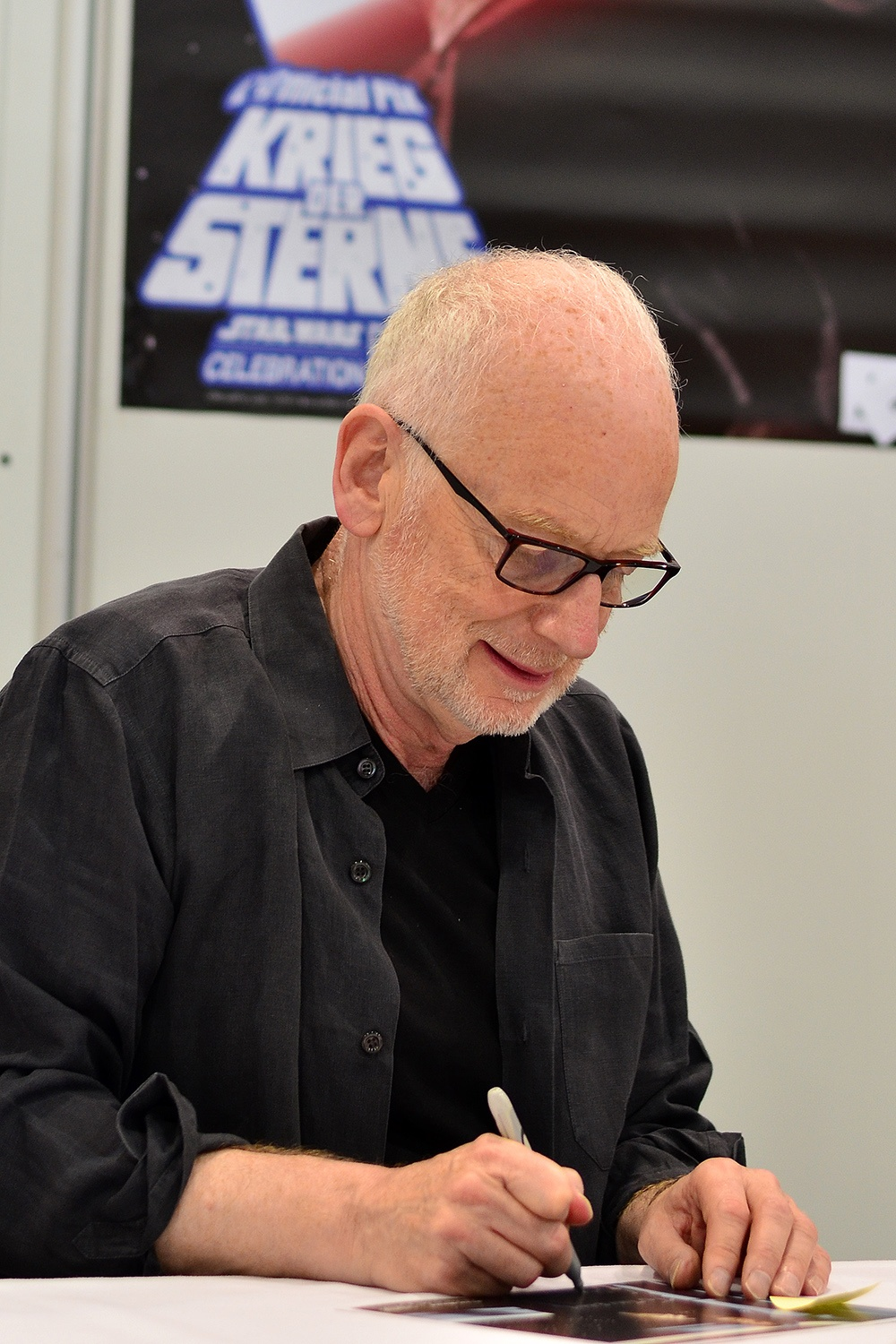
Ian McDiarmid på en Star Wars-mässa i Europa 2013.

Ian McDiarmid, född 11 augusti 1944 i Carnoustie i Angus i Skottland, är en brittisk skådespelare. McDiarmid är bland annat känd för rollen som Palpatine/Darth Sidious i Star Wars-filmerna.

## Biografi
McDiarmid föddes i Carnoustie. Han kom i kontakt med teatern för första gången som femåring, när hans far tog med honom för att se en pjäs med Tommy Morgan vid en teater i Dundee. Enligt McDiarmids egna ord: 
"It sort of fascinated me, and it also scared me. All those lights, all that make-up. I said to myself, 'I don't know what this is, but I want it.'